# Escudo de Sonsonate
El escudo de la ciudad de Sonsonate en El Salvador fue creado por Don José Adan Escobar y pintado por Don Filemón Mejía Alfaro.

## Descripción
- El color bermellón simboliza la sangre derramada en las batallas de Acaxual y Tacuxcalco entre los indígenas y españoles.
- En la parte superior se ven las franjas azules y blancas que representan la bandera de El Salvador.
- La antorcha, en la parte superior en frente de la bandera y encima de los tres círculos, representa guía y Libertad.
- Los tres círculos representan:
  - Una brújula que marca el norte que significa progreso.
  - La división de Sonsonate hecha por medio de un catalejo.
  - La unión de los pueblos.
- Dentro de los tres círculos:
  - El volcán simboliza el Volcán de Izalco.
  - El mar representa la zona costera de Sonsonate con el Océano Pacífico.
  - La flecha simboliza la flecha que el guerrero Atonal insertó en la pierna izquierda al español Pedro de Alvarado en la batalla de Acaxual.
  - Las palmas simbolizan a la abundancia de los cocos.
- En la izquierda de los tres círculos, hay huestes que simbolizan a los indígenas,
- En la derecha de los tres círculos, hay huestes que simbolizan a los conquistadores.
- En la parte inferior se ve un busto de Atonal, un guerrero indígena.[1]